# 草灭畏
草灭畏（3-氨基-2,5-二氯苯甲酸，3-amino-2,5-dichlorobenzoic acid）是一种含氮有机化合物，化学式C
7H
5Cl
2NO
2，属于芳香族有机酸类除草剂。